# Heleomyzophaga collessi
Heleomyzophaga collessi är en stekelart som beskrevs av Robert A.Wharton 2002. Heleomyzophaga collessi ingår i släktet Heleomyzophaga och familjen bracksteklar. Inga underarter finns listade i Catalogue of Life.